# Szerdahelyi Kálmán
Szerdahelyi Kálmán (Miskolc, 1829. február 16. – Nagybánya, 1872. november 14.) magyar színész.

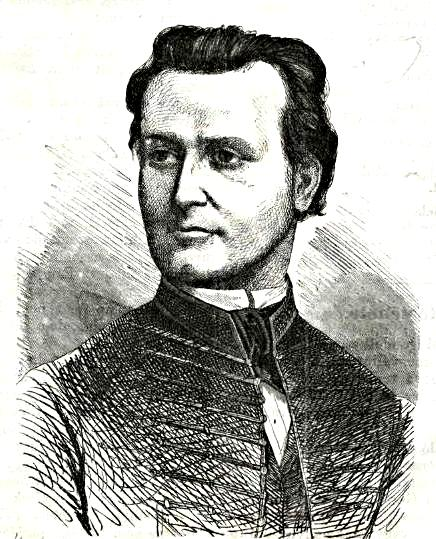
Szerdahelyi Kálmán portréja a Vasárnapi Ujságban

## Élete

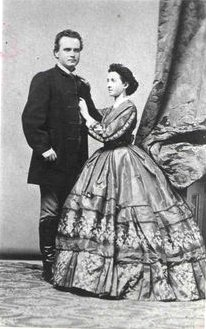
Prielle Kornélia és Szerdahelyi Kálmán

Apja Szerdahelyi József, a neves színész, operaénekes és zeneszerző volt. Már diákkorában kiderült vonzalma a színjátszás iránt (nővére, Szerdahelyi Nelli is színész, operaénekes lett). Atyja szigorúan nevelte és nem akarta, hogy fia színész legyen, még azt sem engedte meg, hogy színházba járjon. Kolozsvárt, Kassán, Pesten járatta iskolába, de bizony a tiltott gyümölcs nem hagyta nyugodni. Egy iskolai ünnepségkor, mint Szapáry Péter szerepelt, olyan sikerrel, hogy tanárai minden csínyeit és mulasztásait megbocsátották. Erre felbátorodott és 1842-ben Kolozsvárról írt atyjának, hogy színész lesz. A felelet nem volt kedvező, de azért mégis elérte vágya teljesülését. Apja akarata ellenére beállt Feleky Miklós és Havi Mihály társulatába, de 1844-től már apjával együtt járták az országot.
1848. augusztus 23-án Kolozsvárott megnősült, Prielle Kornéliát, a kor ünnepelt színésznőjét vette feleségül, de később elváltak. Ezután 1857. július 11-én Pesten Benke Jozefinát, Benke József lányát, Laborfalvi Róza húgát vette el, az eskető lelkész Török Pál, a tanúk Jókai Mór és Szigligeti József voltak.
Az 1848–49-es forradalom és szabadságharc idején honvéd volt, azután visszatért a színpadhoz, Kolozsváron színészkedett, majd 1850-től Aradon játszott korábbi direktoránál, Havi Mihálynál. 1852-ben sorozás alá fogták, s bizonyosan elviszik, ha a temesvári közönség, mely bálványozta, ki nem eszközli a szabadon bocsátását.
1854 áprilisában Aradról a Nemzeti Színházhoz jött vendégszerepelni. Első fellépte, mint Kereszti Lőrinc, Czakó Végrendeletében nem nagyon sikerült, de már másnap a Szép molnárnéban az együgyü Jean-jával meghódította a közönséget. Gróf Festetics Leó szerződtette, oly kis fizetéssel, hogy kották másolásával kellett a hiányt pótolni, s kritikákat írni a Hölgyfutárba. Népszerűsége, tehetsége fejlődésével, szerepről szerepre fokozódott. Különösen szalon-bonvivánok alakításában volt kitűnő.
Megtanult franciául és angolul és nagyon sok darabot fordított le. Élénk tollal írt tudósításokat külföldi útjairól, szellemes társalgó, víg cimbora és derék ember volt. A Színházi Látcső c. szaklapot szerkesztette, 1868-ban. Élete végéig tagja volt a Nemzeti Színház társulatának.
1859-ben Prielle Kornéliát is leszerződtette a Nemzeti Színház, először Katona József Bánk bánjában kapta meg Melinda szerepét. Újra egymás mellé sodródott tehát Szerdahelyi Kálmán és a színésznő. Eleinte csak a színpadon alkottak egy párt, majd a magánéletben is egyre közelebb kerültek egymáshoz. 1864-ben, amikor Szerdahelyi már válófélben volt, tették hivatalossá kapcsolatukat. Így történhetett meg, hogy Szerdahelyi ismét elvette Prielle Kornéliát, akivel nemcsak az életben, de a színpadon is remek párost alkottak.
Szerdahelyi azonban ekkor már valószínűleg szívbeteg volt, ám a végső és egyben végzetes diagnózist csak 1872 őszén állították fel orvosai, akik még egy utolsó fellépést engedélyeztek számára a kímélő életmód megkezdése előtt. 1872. szeptember 30-án Moreto Közönyt közönnyel c. vígjátéka Moly szerepében láthatta a közönség. Aznap vizsgálták meg dr. Nobl és Balogh Tihamér orvosok, tudtára adva, hogy a színpadtól vissza kell vonulnia. Képzelhető, milyen lelkiállapotban volt és mégis olyan kitűnő kedéllyel játszott, mint talán még soha. Mondta is neki Paulay Ede, mire ő bánatos mosollyal felelte: „Tudod, ez a — hattyúdalom." Nagybányára indult a rokonaihoz, de innen már nem tért vissza, másfél hónappal később Nagybányán meghalt. Felesége lélekszakadva rohant a férfi után, így még találkoztak, mielőtt örökre lehunyta a szemét. 

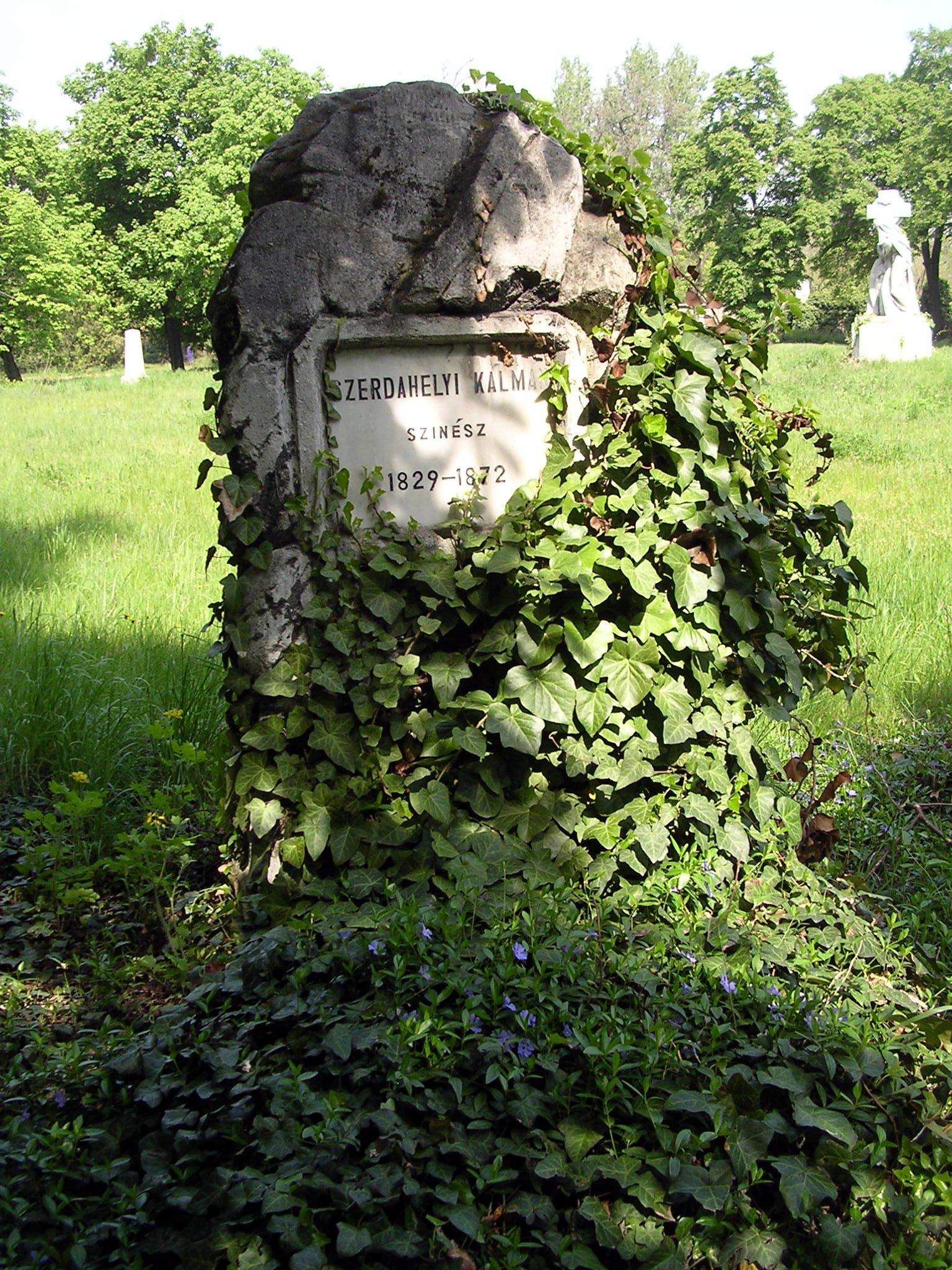
Sírja a Fiumei úti sírkertben, 1995 körül

Holttestét Nagybányáról Szatmárra szállították. A színház Vasvári Kovács Józsefet, a buzgó „funeratort" küldte ki intézkedések végett, s vasúton vitték Pestre. Özvegye, Prielle Kornélia, aki utolsó napjaiban nem mozdult mellőle, kísérte földi maradványait. Temetése nem csupán impozáns, hanem megható is volt. Már nagybányai sógora, Schmit Sándor ügyvéd házától is nagy részvéttel kísérték utolsó útjára. Szatmáron ötven fáklya lobogása mellett vitték koporsóját a vasúthoz. A debreceni indóházban Kiss Sándor intendáns és az egész személyzet várta, s imádkozva, koszorút helyezett koporsójára. A Nemzeti Színház gyászdíszbe öltözött előcsarnokában ravatalozták föl. Rengeteg koszorú tanúskodott a nagy szeretetről. A temetés előtt tömegesen zarándokoltak a gyászolók ravatalához. Az utca és az ablakok tömve voltak emberekkel. November 17-én délután 3 órakor volt a temetés. Török Pál református szuperintendens mondott imát és halotti beszédet. Utána a színház énekesei Szerdahelyi atyjának gyásznégyesét énekelték. Ezután megindult a menet, nehezen törve utat a hullámzó népsokaság között. A színház előtt még egyszer megálltak, s Feleky beszélt. A sírnál Feleky József segédlelkész (Feleky Miklós fia) imádkozott és Paulay Ede mondott szívből jövő búcsúztatót. Ezután átadták a halottat az örök pihenésnek. Eltemették a Kerepesi úti temetőbe, a XXVI. tábla, délnyugati sarkán, az I. sorban. Sirkőfelirata: „A szerelem túléli az örömöket." — „Akik játszani tudják a fájdalmat, azok érezni is tudják."  Sírkövéhez Nagybányáról hozatott kőtömböt Prielle Kornélia, mert Szerdahelyi nem csak ebben a városban halt meg, de egyik kedvenc pihenőhelye is a nagybányai hegyekben volt. A sírkövet Lehmann Mór, a Nemzeti Színház díszletfestője tervezte, s a Gerenday cég állította fel.
Szerdahelyi Kálmán a színjátszáson kívül műfordítással és írással is foglalkozott, több színdarabot és operát fordított magyarra, például Sardou: Az utolsó levél, Scribe: Próféta, Offenbach: Denis úr és nője. 1856-ban írta a Rászedtek a komédiások című darabját, amit a Nemzetiben be is mutattak.
A művészről Miskolcon és Budapesten, a VIII. kerületben utcát neveztek el, a Színháztörténeti és Színészmúzeumban pedig márványból faragott mellszobra, Somogyi Árpád alkotása áll.

## Főbb szerepei
- Bolond (William Shakespeare: Lear király)
- Caesar (Victorien Sardou: Az idegesek)
- Flórián (Jacques Offenbach: Férj az ajtó előtt)
- Fortunio (Jacques Offenbach: Fortunio dala)
- Liliomfi (Szigligeti Ede: Liliomfi)
- Mathieu (Jacques Offenbach: Varázshegedű)
- Mercutio (William Shakespeare: Rómeó és Júlia)
- Péter (Jacques Offenbach: Eljegyzés lámpafénynél)
- Pomerol (Victorien Sardou: Fernande)
- Temple Pál (Victorien Sardou: Az utolsó levél)
- Ugri Miska (Szigligeti Ede: A mama)

## Fontosabb munkái
- Szerdahelyi Kálmán művészi levelei Londonból. Hölgyfutár, 1862/140, 141.
- A párizsi színházaknál. Magyar Sajtó, 1862/190, 191.
- Honvédkoromból. Honvédvilág, 1868/1.
- A német színházakról. Koszorú, 1881/6.